# Bäversvansopuntia
Bäversvansopuntia (Opuntia basilaris) är en växtart inom familjen kaktusväxter från sydvästra USA och nordvästra Mexiko.
Arten är en suckulent buske som blir 30-60 cm hög. Stammarna är indelade i tillplattade segment som är omvänt äggrunda till nästan runda i formen, ofta med avhuggen eller urnupt spets. De är blågröna och ofta rödtonade, sammetsaktva. Glochiderna är rödbruna, avfallande. Vanligen saknas taggar eller sällsynt 1-5. Blommorna blir 5-7,5 cm i diameter, de är vanligen purpurröda. Frukten är torr.